# De la Gardiegymnasiet
De la Gardiegymnasiet ligger i centrala Lidköping och är en av Sveriges största gymnasieskolor med ungefär 2000 elever.
Skolan erbjuder en stor mängd olika program, både högskoleförberedande och yrkesprogram. Gymnasiet har dessutom Gymnasiesärskola och Introduktionsprogrammet.

## Historia
Skolan är bildad ur Lidköpings högre allmänna läroverk, vilken redan 1964 fick namnet De la Gardiegymnasiet och kommunaliserades 1966 för att först 1968 avveckla de sista läroverkskurserna. 
Nuvarande skolbyggnader byggdes åren 1950–1951. Åren 1970–1972 gjordes en om- och tillbyggnad och då fick skolan i stort det utseende som det har idag. 1983–1984 bebyggdes kvarteret Giraffen. En av de byggnader som finns inom skolområdet och fortfarande är i bruk är dock ca 130 år gammal och är kulturminnesmärkt.

## De olika husen
2006 byggdes skolkomplexet ytterligare om och ett nytt hus, F-huset, tillkom. Där finns bland annat den nya matsalen, skolans bibliotek och en cafeteria. I den del av huset som kallas F1 finns Estetprogrammet - Bild och form, Mediaprogrammet, musikprogrammet samt Restaurang- & livsmedelsprogrammet. Höstterminen 2008 blev renoveringen av A-huset klart. I A-huset finns Barn- och Fritidsprogrammet, Estetiska programmet - Musik, Hantverksprogrammet - Florist, Omvårdnadsprogrammet, Samhällsvetenskapsprogrammet, Individuella programmet och Gymnasiesärskolan. Även G-huset har genomgått en renovering och där finns Byggprogrammet, Elprogrammet, Energiprogrammet, Fordonsprogrammet, Hantverksprogrammet - Måleri, Industriprogrammet och Lärlingsprogrammet. Naturvetenskapsprogrammet, Handelsprogrammet och Hotell- och turismprogrammet är placerade i E-huset och Teknikprogrammet finns i Rörstrands gamla lokaler, även kallade för De la Gardie Norra.

## Programmen
På De la Gardiegymnasiet finns följande program:
- Barn- och fritidsprogrammet
- Bygg- och anläggningsprogrammet
- Ekonomiprogrammet
- El- och energiprogrammet
- Estetiska programmet (inriktningarna bild och formgivning, estetik och media samt musik)
- Fordons- och transportprogrammet
- Gymnasiesärskola
- Handels- och administrationsprogrammet
- Hantverksprogrammet
- Hotell- och turismprogrammet
- Industritekniska programmet (med inriktning svetsteknik)
- Introduktionsprogrammet
- Naturvetenskapsprogrammet
- Restaurang- och livsmedelsprogrammet
- Samhällsvetenskapliga programmet
- Teknikprogrammet
- VVS- och fastighetsprogrammet
- Vård- och omsorgsprogrammet

## Skolans motto
Skolans motto är Lärande genom Delaktighet, Laganda och Glädje.

## Elevinflytande
På De la Gardiegymnasiet finns två olika vägar för elevinflytande. Dels den fria organiseringen av elever genom skolans elevkår, och dels genom det av skolan inrättade systemet för elevinflytande som innefattar bland annat klassråd och enhetsråd.
I december 2003 hamnade elevrådet i trubbel då man via Gula Sidorna tog kontakt med en strippa som sedan uppträdde på skolans årliga julspex. Händelsen blev extra känslig eftersom elevrådet gått bakom ryggen på skolledningen när man hyrde in strippan.

## Elevkåren på De la Gardiegymnasiet
Elevkåren på De la Gardiegymnasiet hade i slutet av 2014 över 1300 medlemmar och var därmed en av landets största elevkårer. Organisationen har en bred verksamhet och arbetar med såväl sociala aktiviteter som påverkansarbete och lobbying mot skolledningen. I början av varje hösttermin arrangerar elevkåren något som kallas "Spirit Weeks", ett koncept som är unikt för De la Gardiegymnasiet. Under dessa veckor arrangeras roliga aktiviteter för att välkomna de nya eleverna till skolan. Andra traditioner som Elevkåren anordnar är Winterburst, Easter Hunt samt Slättakampen (som är en fotbollsmatch mot Katedralskolan, Skara). Ett betydande påverkansarbete drivs också av Elevkåren på De la Gardiegymnasiet gentemot skolledning och andra beslutsfattare. Föreningen är medlemsorganisation i Sveriges Elevkårer.

## Reklamsatsning
Skolan har kritiserats för sin storsatsning på marknadsföring. År 2011 köpte läroanstalten reklam för en halv miljon kronor. Pengar, som enligt kritikerna, kunde ha använts bättre.

## Bildgalleri

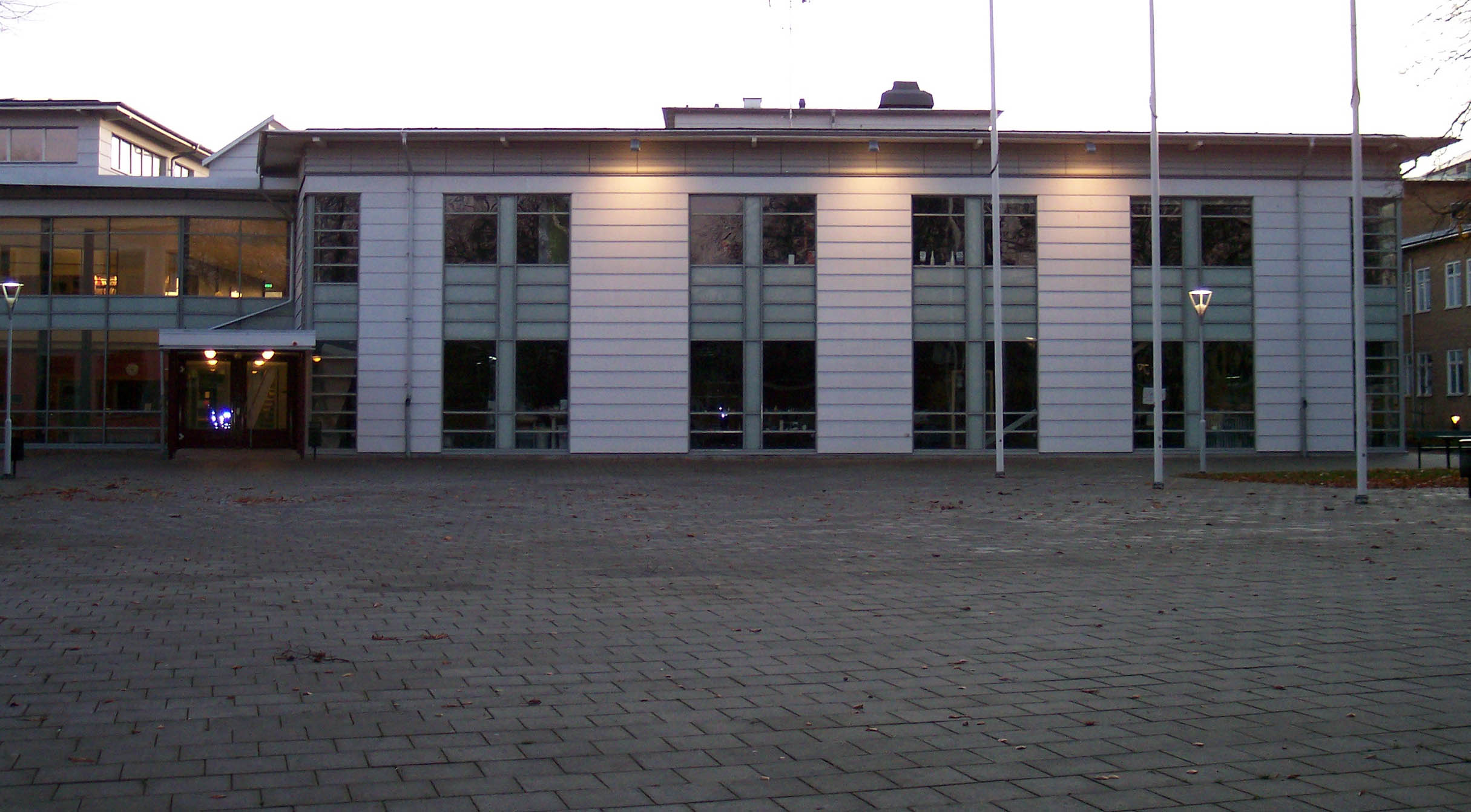
F-huset
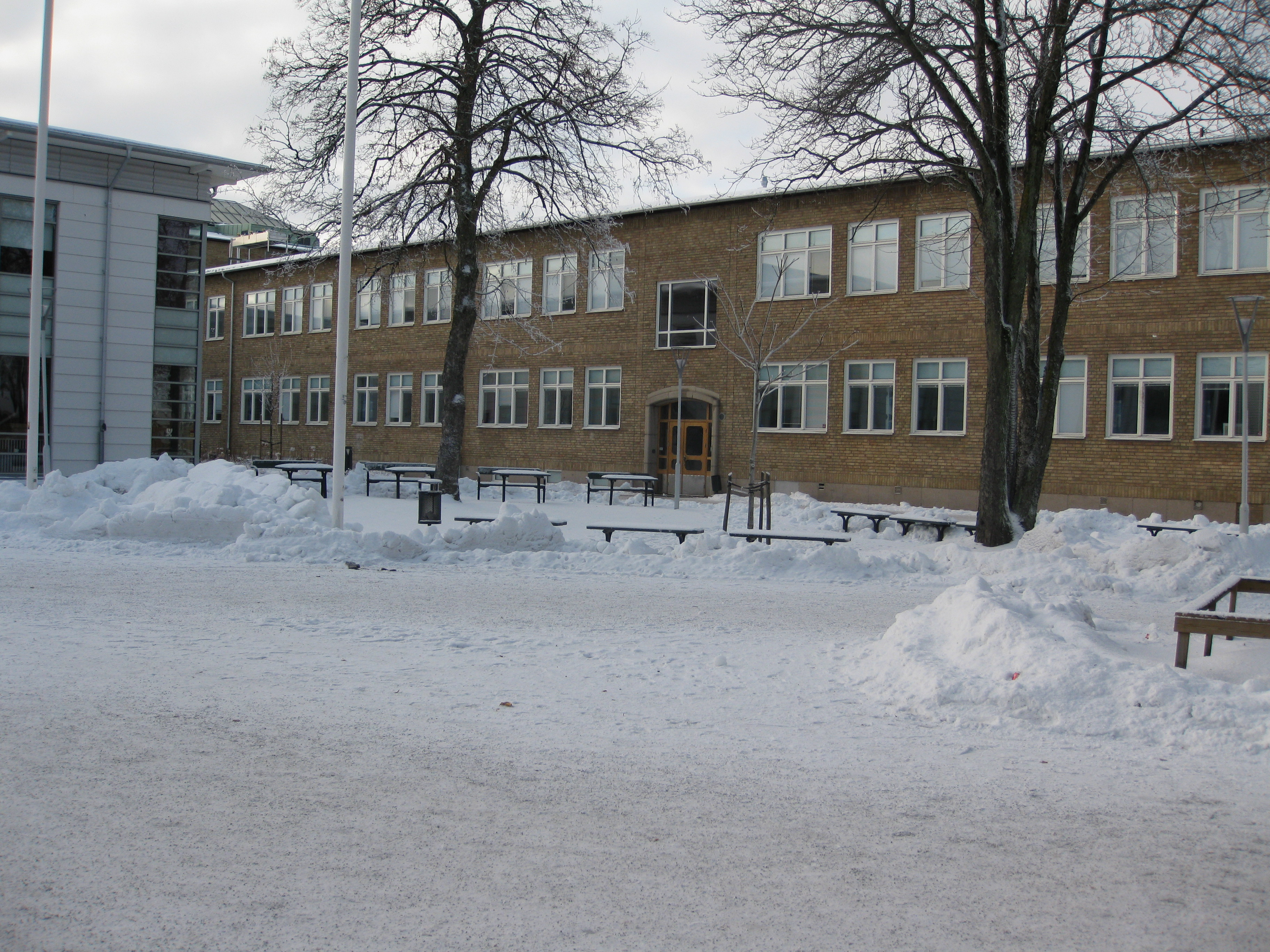
A-huset
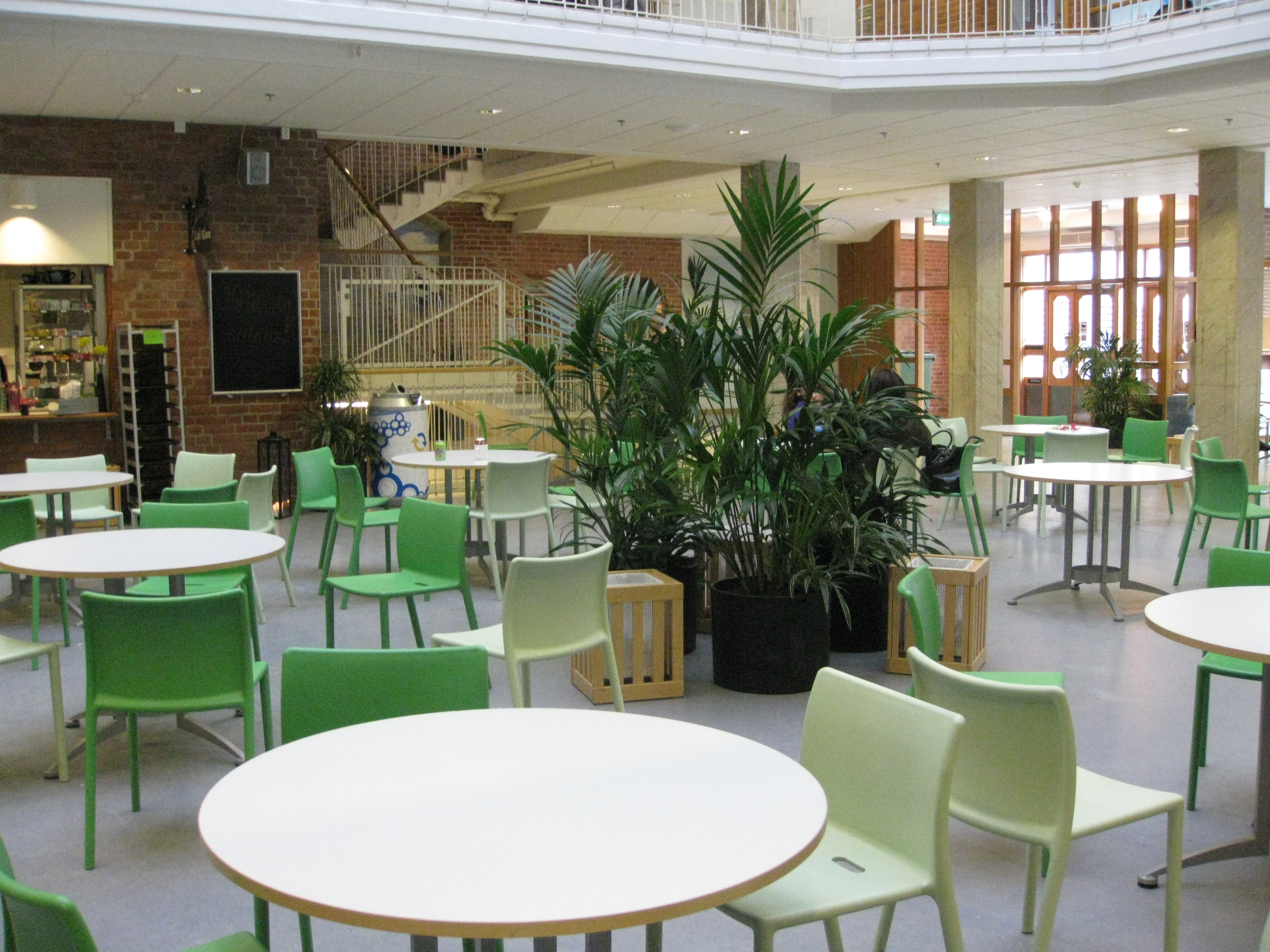
Café Klara A-huset